# セント・エルモス・ファイアー 愛のテーマ
 「セント・エルモス・ファイアー 愛のテーマ」（原題: ラブ・テーマ・フロム・セント・エルモス・ファイヤー、Love Theme from St. Elmo's Fire）は、1985年の映画『セント・エルモス・ファイアー』のテーマソングとして作曲されたデイヴィッド・フォスターの楽曲である。本楽曲には2つのバージョンが存在し、一方はデイヴィッド・フォスター作曲のインストルメンタル（シングルとして発売）である。他方が、エイミー・ホーランドとドニー・ゲラード両名の二重唄が追加され、For Just a Momentの副題が冠された、歌詞付きのバージョンである。 

## リリース
アメリカ合衆国でシングルとしてリリースされたインストルメンタル版は、Billboard Hot 100で15位、アダルト・コンテンポラリーチャートで3位を獲得した。 

## 日本における本曲
日本においては、テレビ東京系列の『風景の足跡』のBGMとして使用されている。

## パーソネル
- デビッド・フォスター - キーボード
- デビッド・ボラフ - サックス

## チャート成績
| チャート（1985年）                | 順位 |
| --------------------------------- | ---- |
| US Billboard Hot 100              | 15   |
| US Adult Contemporary (Billboard) | 3    |